# Гран-при Аль Фатаха
Гран-при Аль Фатаха (англ. Grand Prix of Al Fatah) — шоссейная однодневная велогонка, проходившая по территории Ливии в 2010 году.

## История
Гонка была проведена однажды в 2010 году в рамках календаря Африканского тура UCI с категорией 1.2. Она состоялась через два дня после окончания Тура Ливии. Маршрут протяжённостью 120 км проходил в столице Ливии — Триполи.
В 2011 году была отменена из-за гражданской войны и больше не проводилась.

## Призёры
| Год  | Победитель | Второй               | Третий      |
| ---- | ---------- | -------------------- | ----------- |
| 2010 | Крис Опи   | Абдельбассет Ханначи | Яни Тевелде |